# Romería de San Benitiño de Lérez
La romería de San Benito de Lérez es una fiesta popular que se celebra el 11 de julio (día de San Benito) en el monasterio de San Salvador de Lérez en Pontevedra (España). La romería, que se celebra desde 1929, está declarada Fiesta de Interés Turístico Nacional.

## Historia y características

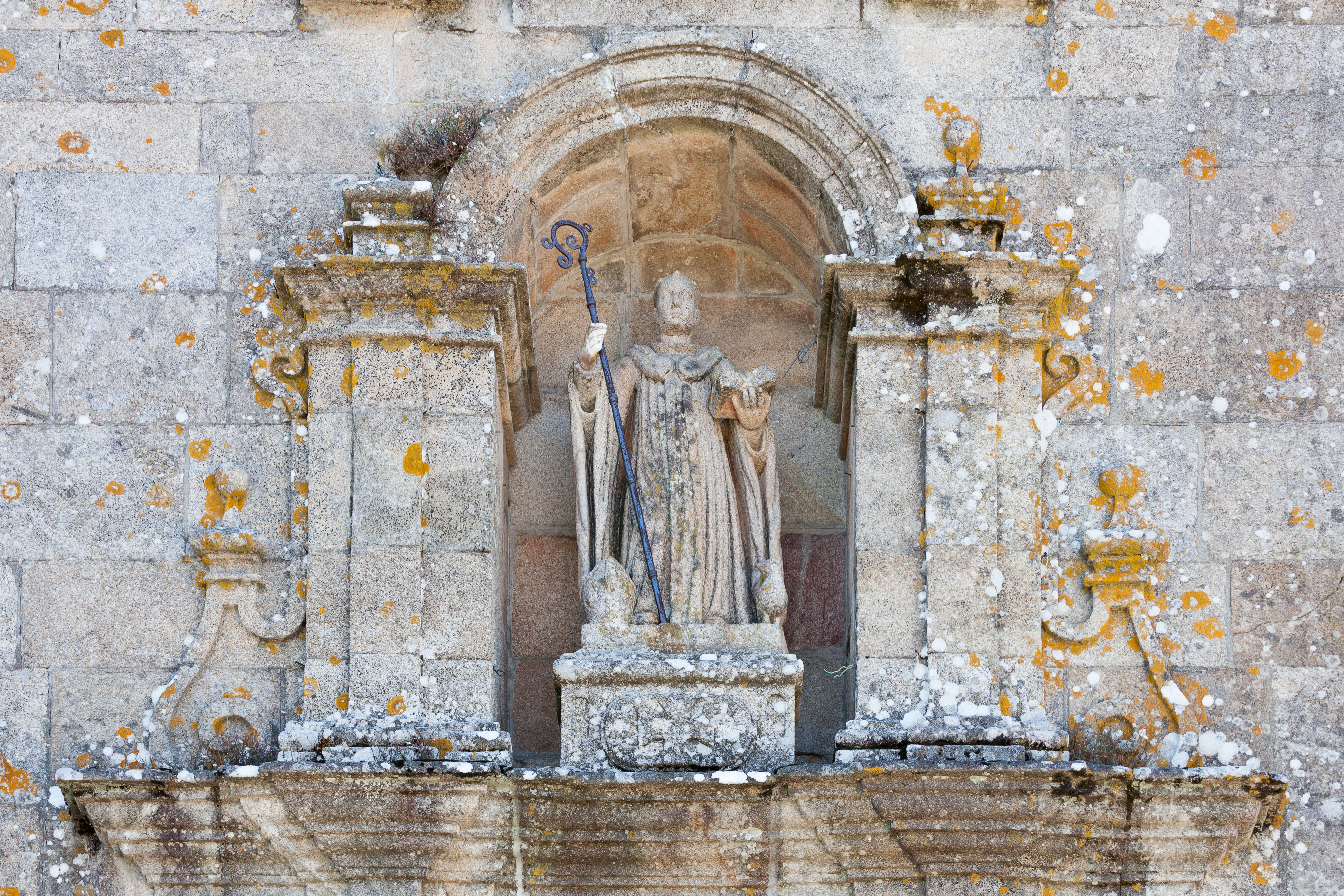
San Benito.

Los devotos del santo realizan rituales para la curación de todo tipo de enfermedades (especialmente verrugas), con el contacto de los pañuelos con el aceite de la lámpara que ilumina la imagen del santo, considerado milagroso. Durante toda la jornada del 11 de julio se realizan servicios religiosos en el templo. Los fieles realizan ofrendas al santo (principalmente exvotos, dinero, gallinas y huevos), que se venden en subasta por la tarde.
Al otro lado del río Lérez se celebra una fiesta popular, que suele tener lugar con barcas decoradas cruzando el río, aguas arriba de la Isla de las Esculturas. Además de la tradicional comida a base de mejillones, los fieles traen consigo su comida. La romería está encabezada por músicos : panderetas por la mañana, gaitas por la tarde y fiesta nocturna con orquestas por la noche. 
Hay una canción popular sobre la romería:
Si vas a San Benitiño
no vayas al de Paredes,
hay otro más milagroso:
San Benitiño de Lérez